# Wout Brama
Wout Brama (ur. 21 sierpnia 1986 w Almelo) – holenderski piłkarz występujący na pozycji pomocnika w klubie Central Coast Mariners FC.

## Kariera klubowa
Brama jako junior grał w PH Almelo, FC Twente oraz połączonej szkółce juniorskiej Twente i Heraclesa Almelo. Przed rozpoczęciem sezonu 2005/2006 został przesunięty do pierwszej drużyny Twente. W jego barwach zadebiutował 13 sierpnia 2005 w przegranym przez jego zespół 0-2 pojedynku z Rodą Kerkrade, rozegranym w ramach rozgrywek Eredivisie. Brama szybko stał się jego podstawowym graczem Twente. W debiutanckim sezonie w lidze rozegrał 29 spotkań. Na jego koniec uplasował się z klubem na dziewiątej pozycji w lidze i awansował do Pucharu UEFA. Zakończyli go jednak na drugiej rundzie kwalifikacyjnej, po porażce w dwumeczu z Levadią Tallinn. Rok później piłkarze Twente ponownie grali w Pucharze UEFA. Tym razem odpadli z niego w pierwszej rundzie, po przegranym dwumeczu z Getafe CF. W sezonie 2008/2009 Twente dotarło do 1/16 finału Puchar UEFA, ale zostało tam pokonane po rzutach karnych przez Olympique Marsylia. W sezonie 2008/2009 Brama wywalczył z klubem wicemistrzostwo Holandii.
W 2014 roku Brama odszedł do PEC Zwolle. W 2017 roku najpierw grał w FC Utrecht, a następnie trafił do Central Coast Mariners FC.

## Kariera reprezentacyjna
Brama jest byłym reprezentantem Holandii U-21. Grał w niej w latach 2006–2008 i w tym czasie wystąpił w niej dziesięć razy.
18 listopada 2009 zadebiutował w reprezentacji Holandii w zremisowanym 0:0 towarzyskim meczu z Paragwajem. Łącznie wystąpił w niej trzykrotnie.